# Cephalorhynchus
|  | Aquest article tracta sobre el gènere de cetacis. Vegeu-ne altres significats a «Cephalorrhynchus». |

Cephalorhynchus és un gènere de cetacis de la família dels delfínids. Conté quatre espècies:
- Dofí de Commerson, Cephalorhynchus commersonii
- Dofí negre, Cephalorhynchus eutropia
- Dofí de Heaviside, Cephalorhynchus heavisidii
- Dofí de Hector, Cephalorhynchus hectori

Les quatre espècies tenen característiques físiques similars - són dofins petits, generalment juganers, de musell rom - però viuen en regions geogràfiques diferents.
Una anàlisi filogenètica recent de May-Collado i Agnarsson (2006) indica que dues espècies tradicionalment assignades al gènere Lagenorhynchus, el dofí de franja blanca (L. cruciger) i el dofí de Peale (L. australis), en realitat també són espècies de Cephalorhynchus i suggereixen que caldria transferir aquestes espècies a aquest gènere.